# Sambalpur
Sambalpur là một thành phố và khu đô thị của quận Sambalpur thuộc bang Orissa, Ấn Độ.

## Địa lý
Sambalpur có vị trí 21°27′B 83°58′Đ / 21,45°B 83,97°Đ Nó có độ cao trung bình là 135 mét (442 feet).

## Nhân khẩu
Theo điều tra dân số năm 2001 của Ấn Độ, Sambalpur có dân số 154.164 người. Phái nam chiếm 52% tổng số dân và phái nữ chiếm 48%. Sambalpur có tỷ lệ 66% biết đọc biết viết, cao hơn tỷ lệ trung bình toàn quốc là 59,5%: tỷ lệ cho phái nam là 74%, và tỷ lệ cho phái nữ là 58%. Tại Sambalpur, 11% dân số nhỏ hơn 6 tuổi.